# Concepción Sáenz Laín
Concepción Sáenz Laín (Madrid, 1939) és una política espanyola que ha estat directora general, delegada del govern i governadora civil durant el govern de Felipe González.
Farmacèutica (o botànica segons altres fonts) i militant del PSOE des de 1977, després de les eleccions generals espanyoles de 1982 fou nomenada Directora general de Medi Ambient. L'octubre de 1986 deixà el càrrec quan fou nomenada directora del Museu Nacional de Ciències Naturals d'Espanya. El setembre de 1988 fou nomenada governadora civil de Castelló, càrrec que va deixar en gener de 1990 quan fou nomenada Delegada del govern a la regió de Múrcia. Va ocupar el càrrec fins al juny de 1994, quan fou nomenada Directora general de Política interior. Va ocupar el càrrec fins a la victòria del PP a les eleccions generals espanyoles de 1996.

## Obres
- Mieles españolas (2000)
- Glosario de términos palinológicos (2004)
- Esporas atmosféricas en la Comunidad de Madrid (2006) amb Montserrat Gutiérrez Bustillo